# Allen Tinney
Allen „Al“ Tinney (* 28. Mai 1921 in Ansonia (Connecticut); † 11. Dezember 2002 in Buffalo) war ein US-amerikanischer Jazzpianist. Als einer der ersten Pianisten des Bebop beeinflusste er stilistisch Bud Powell, George Wallington, Al Haig und Duke Jordan.

## Leben und Wirken
Tinney trat bereits als Kind mit seinem Bruder Pee Wee und seiner Schwester Ethel in Nachtclubs auf. 1935 wirkte er als Statist bei der New Yorker Uraufführung von Porgy and Bess mit. Von 1939 bis 1943 spielte er als Hauspianist in Monroe’s Uptown House mit Max Roach, Benny Harris, George Treadwell und Victor Coulsen sowie in Sessions mit Musikern wie Charlie Christian und Don Byas (aber auch Hot Lips Page) und war damit an der Ausbildung des Bebop-Spiels beteiligt. 1947 nahm er in Wisconsin mit Eddie South auf, 1949 in New York mit Al Sears. Im selben Jahr trat er mit Charlie's Musical Rascals auf. In den 1950er-Jahren spielte er noch mit Doc Pomus und Clarence Palmer, zog sich aber für mehrere Jahre aus der Jazzszene zurück. Im Bereich des Jazz war er zwischen 1941 und 1959 an neun Aufnahmesessions beteiligt. 1957 war er Mitglied der R&B-Gruppe The Jive Bombers. 1968 zog er nach Buffalo (New York), wo er mit lokalen Jazzbands u. a. im Colored Musicians Club spielte, außerdem war er in einem Musikprogramm in einer Strafanstalt tätig und unterrichtete an der University at Buffalo. 2000 nahm er noch ein Album mit Peggy Farrell (Peg & Al, Border City Records) auf.